# Hanken
Hanken (suédois : Svenska Handelshögskolan, anglais : Hanken School of Economics) est une des principales écoles de commerce de Finlande, accréditée par EQUIS, AACSB et AMBA. 
Hanken a deux campus, l'un à Helsinki et l'autre à Vaasa.

## Présentation

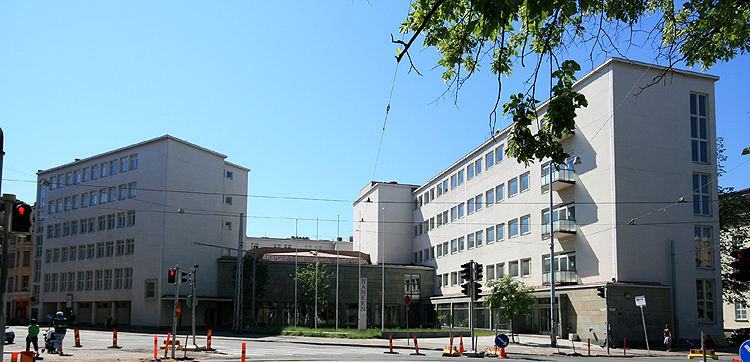
Le campus de Hanken à Helsinki.

Fondée en 1909 à Helsinki, Hanken forme des étudiants et des cadres aux pratiques des affaires et du management.
Hanken offre des cursus de master, de doctorat et de MBA en anglais, ainsi que des filières de bachelor et de master en langue suédoise.
L'école fait partie du réseau Equis des meilleures écoles de commerce européennes. 
Elle entretient des échanges avec plusieurs grandes écoles françaises dont EDHEC, BEM, Grenoble EM, EM LYON et Audencia Nantes et canadienne dont HEC Montréal.

## Anciens étudiants
Hanken a plus de 13700 anciens étudiants venant de plus de 70 pays.
Quelques anciens célèbres :
- Björn Wahlroos
- Carl Haglund
- Elisabeth Rehn
- Hjallis Harkimo
- Hans Wind
- Henrik Lax
- Jan Vapaavuori
- Mikael Lilius
- Eva Liljeblom
- Kimmo Sasi
- Roger Talermo
- Niklas Savander
- Anne Berner
- Christian Grönroos
- Lenita Airisto